# Isola del Gran Sasso d'Italia
Isola del Gran Sasso d'Italia is een gemeente in de Italiaanse provincie Teramo (regio Abruzzen) en telt 4947 inwoners (31-12-2004). De oppervlakte bedraagt 83,3 km², de bevolkingsdichtheid is 59 inwoners per km².
De volgende frazioni maken deel uit van de gemeente: Capsano, Casale San Nicola, Cerchiara, Ceriseto, Cesa di Francia, Colliberti, Fano a Corno, Forca di Valle, Pretara, San Gabriele, San Massimo, San Pietro, Trignano.

## Demografie
Isola del Gran Sasso d'Italia telt ongeveer 1792 huishoudens. Het aantal inwoners daalde in de periode 1991-2001 met 1,4% volgens cijfers uit de tienjaarlijkse volkstellingen van ISTAT.
| Jaar | Inwoneraantal |
| ---- | ------------- |
| 1991 | 4952          |
| 2001 | 4883          |

## Geografie
De gemeente ligt op ongeveer 498 m boven zeeniveau.
Isola del Gran Sasso d'Italia grenst aan de volgende gemeenten: Calascio (AQ), Carapelle Calvisio (AQ), Castel Castagna, Castelli, Castelvecchio Calvisio (AQ), Colledara, Fano Adriano, L'Aquila (AQ), Pietracamela, Santo Stefano di Sessanio (AQ) en Tossicia.

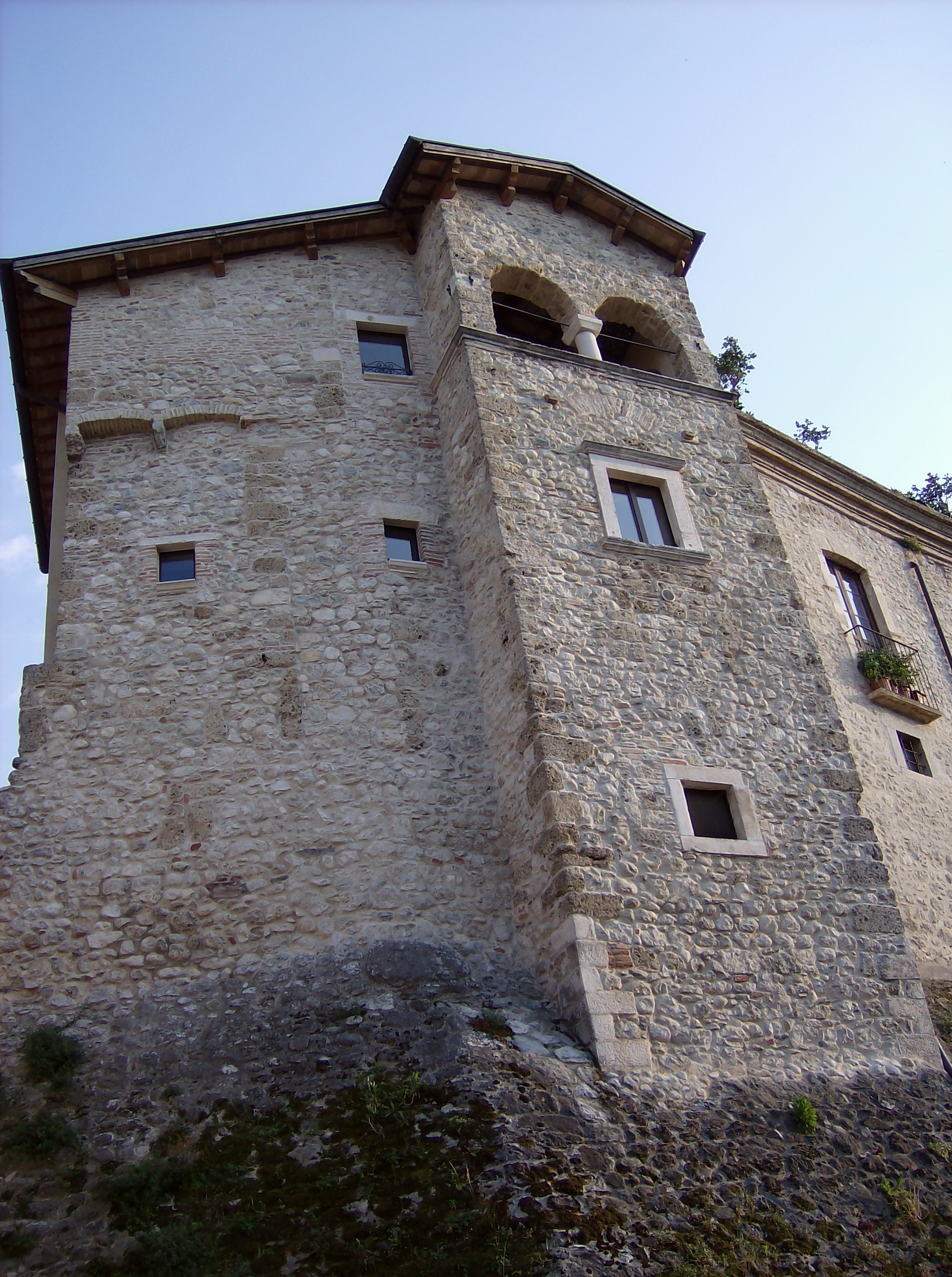
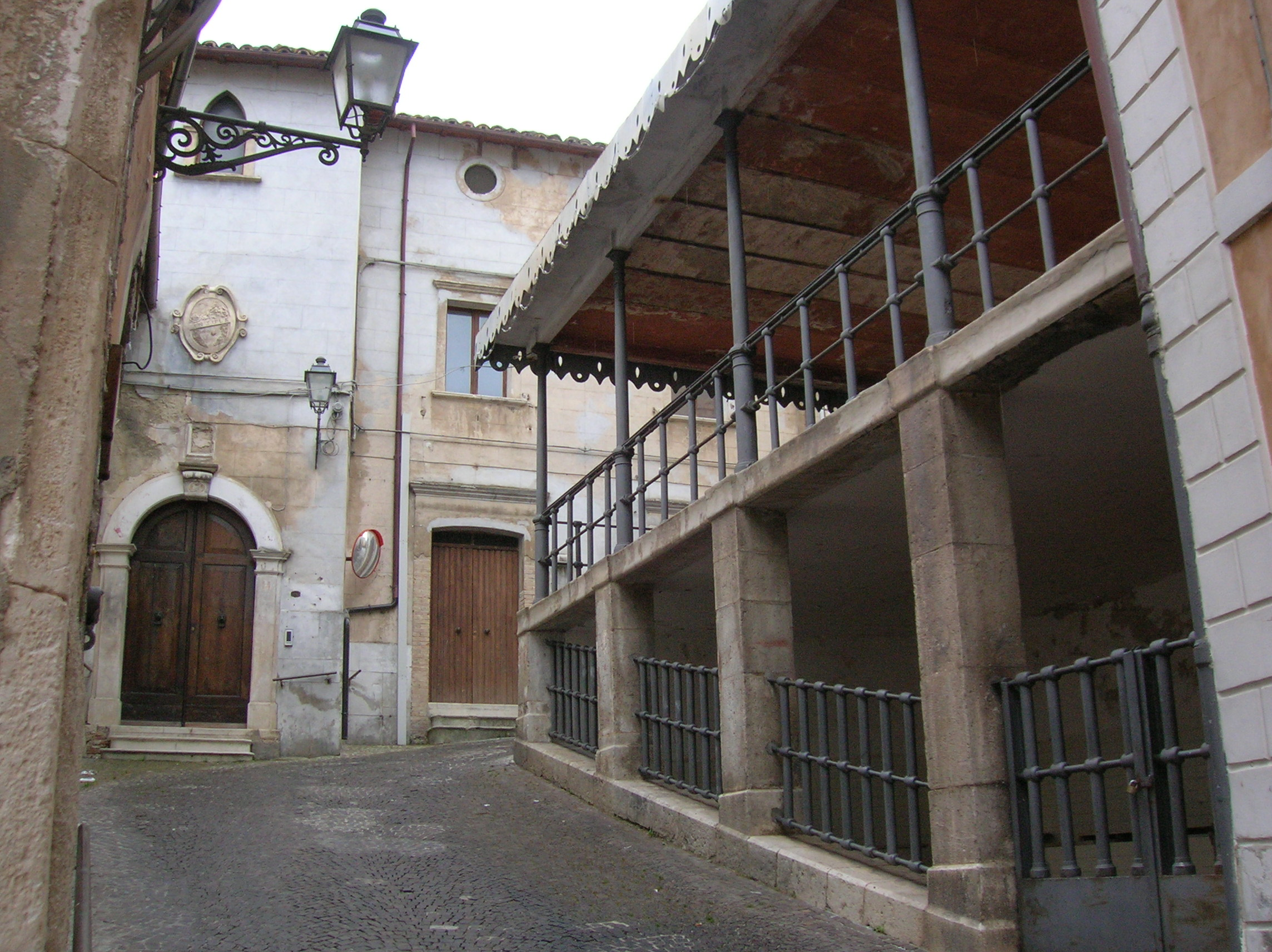
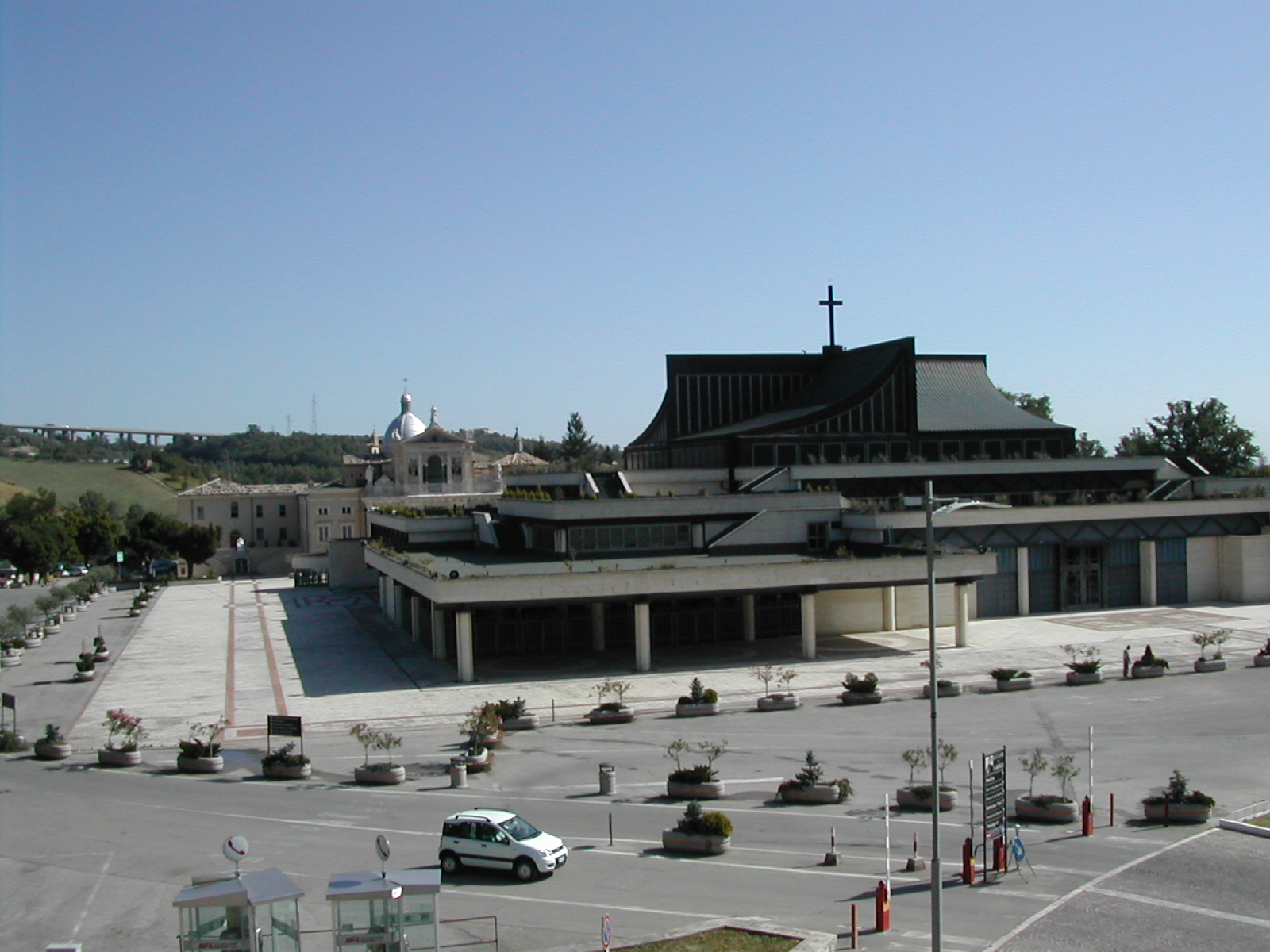
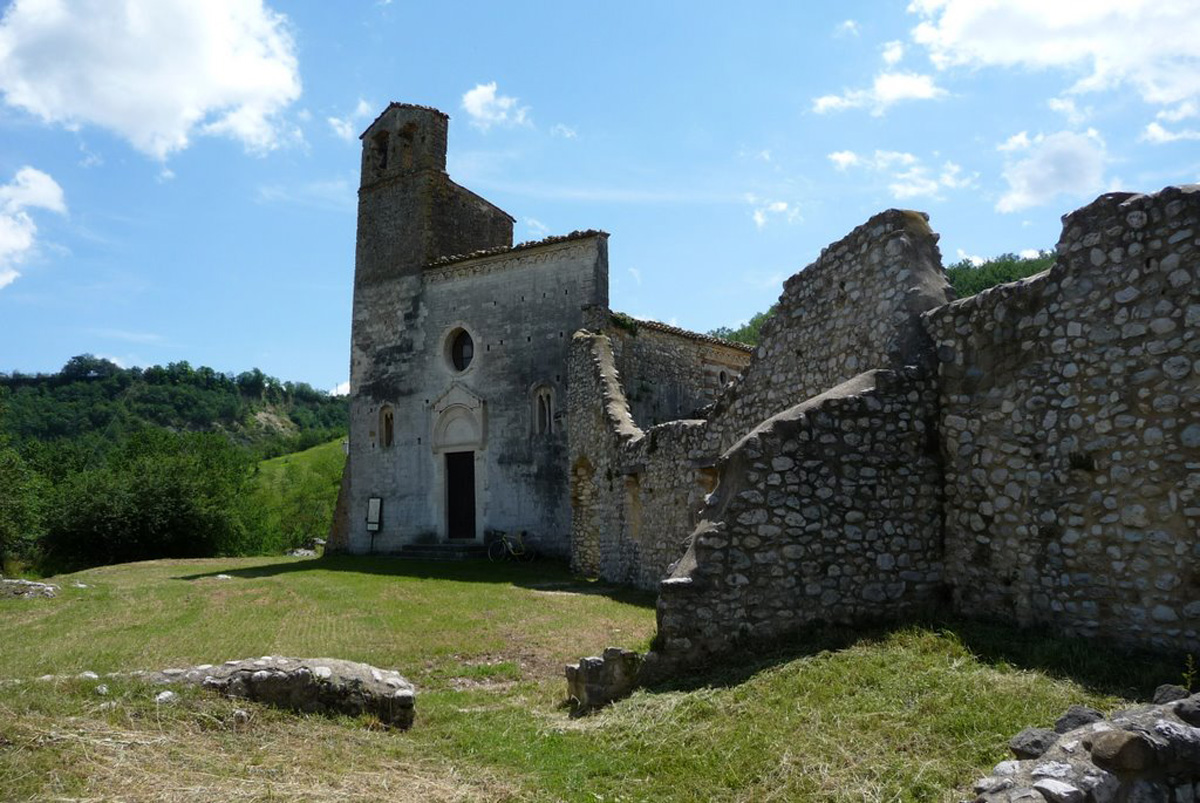
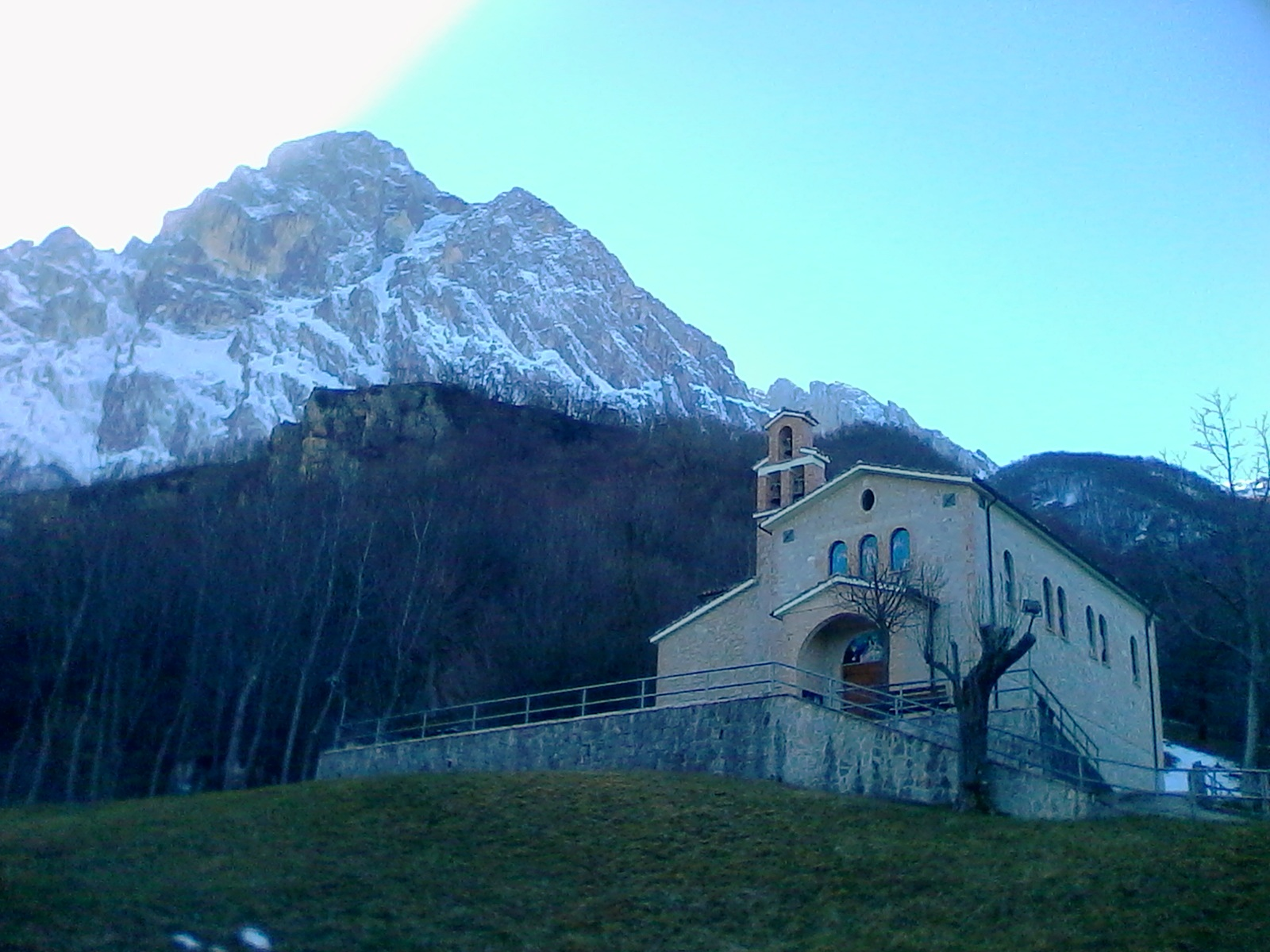
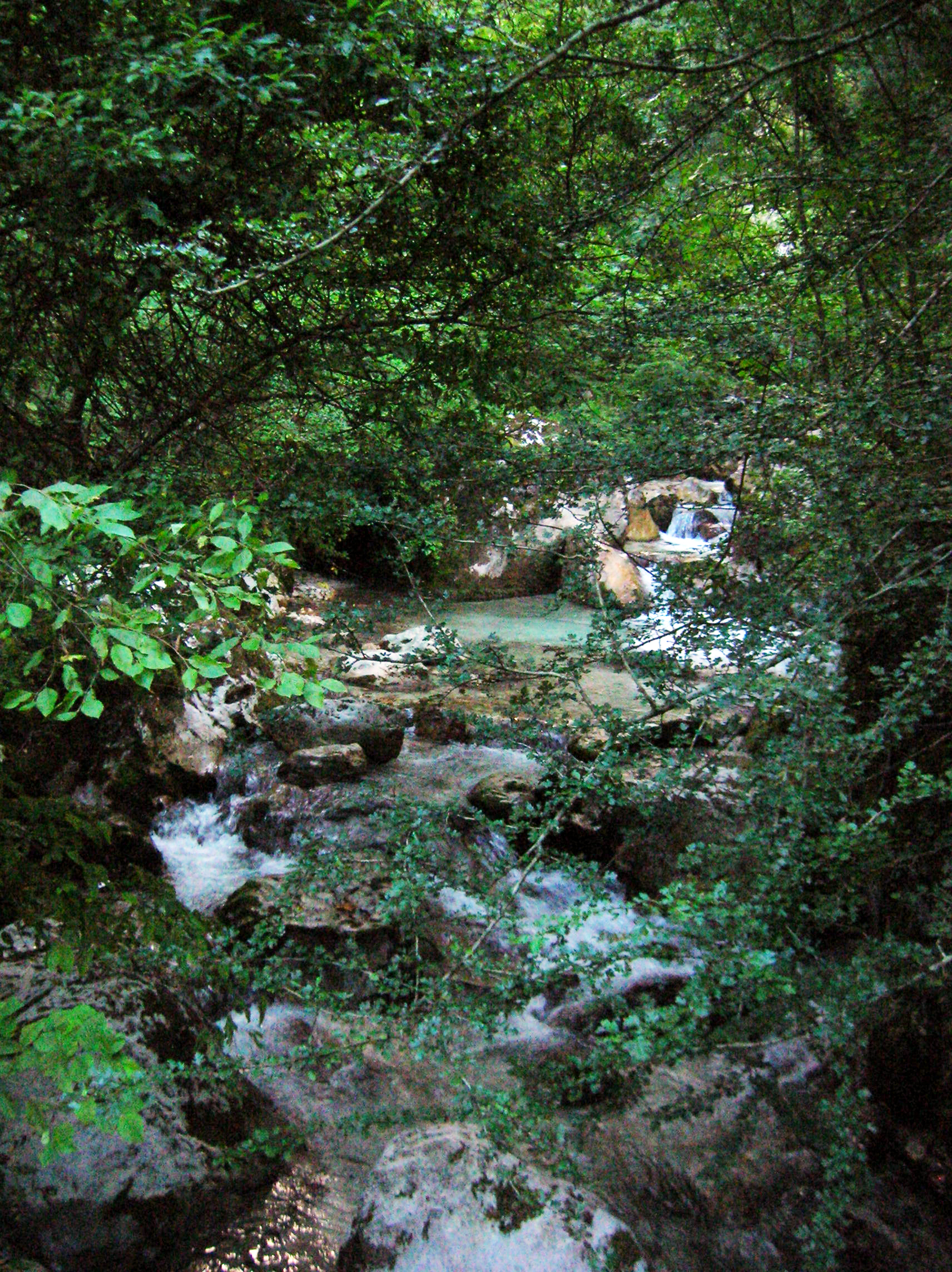
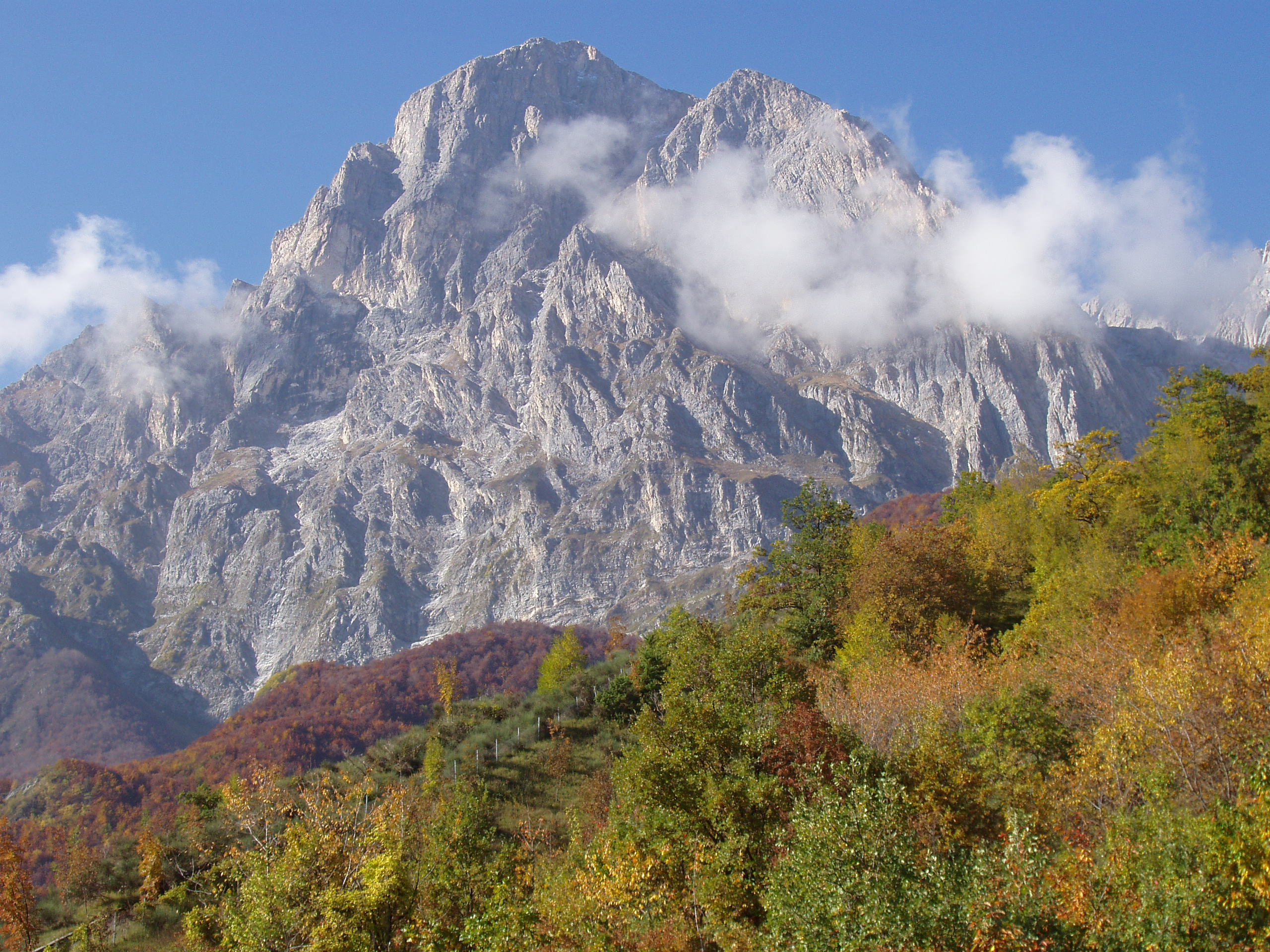

Alba Adriatica · Ancarano · Arsita · Atri · Basciano · Bellante · Bisenti · Campli · Canzano · Castel Castagna · Castellalto · Castelli · Castiglione Messer Raimondo · Castilenti · Cellino Attanasio · Cermignano · Civitella del Tronto · Colledara · Colonnella · Controguerra · Corropoli · Cortino · Crognaleto · Fano Adriano · Giulianova · Isola del Gran Sasso d'Italia · Martinsicuro · Montefino · Montorio al Vomano · Morro d'Oro · Mosciano Sant'Angelo · Nereto · Notaresco · Penna Sant'Andrea · Pietracamela · Pineto · Rocca Santa Maria · Roseto degli Abruzzi · Sant'Egidio alla Vibrata · Sant'Omero · Silvi · Teramo · Torano Nuovo · Torricella Sicura · Tortoreto · Tossicia · Valle Castellana
1. ↑  https://demo.istat.it/?l=it.